# Shahar Zubari
Shahar Zubari (em hebraico:  שחר צוברי) (Eilat, 1 de setembro de 1986) é um velejador israelense. Medalhista de bronze em 2008 na classe RS:X.